# VOC-Kamer Zeeland

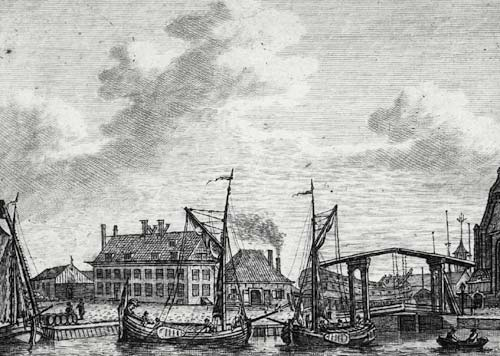
Het Oostindisch-magazijn te Middelburg, in de 18de eeuw, anoniem (Zeeuws Archief > Zeeuws Genootschap)

De VOC-Kamer Zeeland, was de Zeeuwse afdeling van de Vereenigde Oostindische Compagnie (VOC). De Kamer was verantwoordelijk voor de uitvoering van een kwart van de activiteiten van de VOC. In elke cyclus van acht jaar was de Kamer Zeeland twee jaar lang het VOC-hoofdkantoor. Aan het VOC-opperbestuur, de Heren XVII, leverde het college van Zeeland vier bewindhebbers.

## Bestuur
De eerste bewindhebbers van de VOC-Kamer Zeeland waren in de volgorde, zoals zij in het octrooi van de Staten-Generaal van 20 maart 1602 genoemd worden: Andriaan Henriksz ten Haaf, Jacob Boreel, Jan Lambrechtsz Coele, Jacob Pieteresz de Waard, Cornelis Meuninks, Adriaan Bommenee, Laurens Bacx, Everhart Bekker, Aarnout le Clercq, Aarnout Verhoeven, Gerard van Schoonhoven, Nicolaas Pietersz, Balthasar van Vlierden en Balthasar de Moucheron. Vier daarvan werden afgevaardigd naar de Heren XVII.

## Huisvesting
Tot 1628 werd door de Zeeuwse kamer kantoorruimte in Middelburg gehuurd. In mei van dat jaar kocht zij het huis Biggekercke, aan de Rotterdamsekaai in Middelburg. Achter dit huis werd in 1630 een nieuwe vleugel gebouwd met een grote vergaderruimte. Later werden aan deze panden opslagruimten toegevoegd.
Het als Oost-Indisch Huis bekendstaande complex werd in mei 1940 bij het bombardement van Middelburg onherstelbaar beschadigd en daarna gesloopt. De voorgevel van het Middelburgse Oost-Indisch Huis, had ongeveer dezelfde grootte en vertoonde grote gelijkenis met het Maagdenhuis aan het Spui in Amsterdam.
In 1603 besloot het stadsbestuur van Middelburg het binnenwater achter de Korendijk met een sluis getij-vrij te maken en dit water tot dok in te richten. Het aangrenzend terrein werd bestemd voor werven, onder andere voor de VOC, de WIC, de Admiraliteit van Zeeland en in de 18de eeuw de MCC.
Het jaartal 1616 op de gevelsteen in de muur van de voormalige smederij wijst erop dat toen in ieder geval de Zeeuwse Kamer het nieuwe werfterrein in gebruik had genomen. In de periode 1602-1794 werden door de Kamer Zeeland bij benadering 306 schepen te water gelaten.